# Thomas Hackney
Thomas Hackney (* 11. Dezember 1861 bei Campbellsville, Giles County, Tennessee; † 24. Dezember 1946 in Kansas City, Missouri) war ein US-amerikanischer Politiker. Zwischen 1907 und 1909 vertrat er den Bundesstaat Missouri im US-Repräsentantenhaus.

## Werdegang
Im Jahr 1864 zog Thomas Hackney mit seinen Eltern in das Jackson County in Illinois, wo er die öffentlichen Schulen besuchte. Danach studierte er an der Southern Illinois Normal University in Carbondale und der University of Missouri in Columbia. Nach einem anschließenden Jurastudium und seiner 1886 erfolgten Zulassung als Rechtsanwalt begann er in Carthage (Missouri) in diesem Beruf zu arbeiten. Außerdem beteiligte er sich in der Gegend von Joplin an Zink- und Bleibergwerken. Gleichzeitig schlug er als Mitglied der Demokratischen Partei eine politische Laufbahn ein. Im Jahr 1901 wurde er in das Repräsentantenhaus von Missouri gewählt.
Bei den Kongresswahlen des Jahres 1906 wurde Hackney im 15. Wahlbezirk von Missouri in das US-Repräsentantenhaus in Washington, D.C. gewählt, wo er am 4. März 1907 die Nachfolge von Cassius M. Shartel antrat. Da er im Jahr 1908 dem Republikaner Charles Henry Morgan unterlag, konnte er bis zum 3. März 1909 nur eine Legislaturperiode im Kongress absolvieren. Nach seinem Ausscheiden aus dem US-Repräsentantenhaus praktizierte er wieder als Anwalt. Im Jahr 1912 war er Delegierter zur Democratic National Convention in Baltimore, auf der Woodrow Wilson als Präsidentschaftskandidat nominiert wurde.
Im Jahr 1914 verlegte Thomas Hackney seinen Wohnsitz und seine Anwaltskanzlei nach Kansas City. Von 1914 bis 1932 fungierte er als Berater der Missouri Pacific Railroad. Danach zog er sich in den Ruhestand zurück, den er in Kansas City verbrachte, wo er am 24. Dezember 1946 verstarb.